# Agnelo Queiroz
Agnelo dos Santos Queiroz Filho GOMM (Itapetinga, 9 de novembro de 1958) é um médico, apresentador de TV e político brasileiro filiado ao Partido dos Trabalhadores (PT). Foi ministro do Esporte durante o governo Lula e governador do Distrito Federal entre 2011 e 2015. Acusado de facilitar negociações nas obras do Estádio Mané Garrincha para a Copa do Mundo de 2014, cumpriu oito dias de prisão preventiva e solto pois não teria potencial para interferir nas investigações, já que não exercia mais cargos públicos. Pelo Partido Comunista do Brasil (PCdoB), foi deputado federal e distrital.

## Vida pessoal
Seu pai era Servidor Público Municipal e sua mãe ajudava na renda familiar com um salão de beleza semi-doméstico. Após concluir o segundo grau, Agnelo se mudou para Salvador, onde formou-se em Medicina pela Universidade Federal da Bahia. No curso conheceu Ilza Maria Santos Queiroz, com quem se casou e tem dois filhos.
Em meados dos anos 80 ele se transferiu para Brasília, para fazer a residência médica e iniciou sua atuação sindical como presidente da Associação Nacional dos Médicos Residentes.
Fez pós-graduação em Cirurgia Geral e Torácica e, em 1989, foi nomeado chefe de cirurgia do Hospital Regional de Gama.

## Carreira política
Eleito deputado distrital na primeira eleição para a Câmara Legislativa do Distrito Federal em 1990, pelo PCdoB. Sua atividade parlamentar o credenciou para uma vaga de deputado federal, em 1994, reelegendo-se em 1998 e novamente em 2002. Foi co-autor, juntamente com o senador paulista Pedro Piva, da Lei nº 10.264 de 16 de julho de 2001, mais conhecida como Lei Agnelo/Piva, que estabelece o repasse de 2% da arrecadação bruta de todas as loterias ao Comitê Olímpico Brasileiro.

### Ministério do Esporte
Foi nomeado sucessor de Caio Cibella de Carvalho como ministro do Esporte pelo recém-empossado Luiz Inácio Lula da Silva em janeiro de 2003. Em seu ministério, passou a trabalhar com o economista Francisco Gil Castello Branco Neto como secretário-executivo, com o jornalista Eduardo Sérgio Hermano Balduino como chefe de Gabinete, o ativista Orlando Silva —seu companheiro de partido— como secretário Nacional de Esporte, Noel Dorival Giacomitti como subsecretário de Planejamento, Orçamento e Gestão, Virgínia Maria de Moraes Mesquita como sua assessora especial e o professor Lino Castellani Filho como diretor do Departamento de Programas Sociais da secretaria de Orlando Silva.
Exatos um mês de sua nomeação, Agnelo Queiroz renunciou ao cargo de ministro em 1º de fevereiro para iniciar seu terceiro mandato na Câmara dos Deputados. Essa é uma manobra conhecida entre ministros de Estado que são eleitos ao Legislativo, em que participam por 1 dia como titulares na Câmara e em seguida entregam o mandato para o suplente, retornando para seus cargos no poder Executivo. Naquele ano, também fizeram a manobra José Dirceu, Ricardo Berzoini, Miro Teixeira, Marina Silva e Anderson Adauto. No dia seguinte, todos retornaram aos seus respectivos ministérios.
Em março, ainda sem ter sido o autor de nenhum decreto, foi admitido pelo presidente Lula à Ordem do Mérito Militar no grau de Grande-Oficial especial.
Licenciou-se em 2006 para candidatar-se nas eleições daquele ano a uma das cadeiras do senado pelo Distrito Federal. Mesmo derrotado por Joaquim Roriz, obteve a expressiva votação de 544.313 votos, 42,93 por cento dos votos válidos.
Exerceu o cargo de diretor-presidente da Agência Nacional de Vigilância Sanitária desde 24 de outubro de 2007 até 1º de abril de 2010.
Desfiliou-se do PCdoB e, logo em seguida, a 09 de julho de 2008 filia-se ao Partido dos Trabalhadores.

## Eleições 2010
Em 31 de outubro de 2010 foi eleito pelo PT como governador do Distrito Federal, tendo como vice Tadeu Filippelli do PMDB. O petista recebeu 66,1 por cento dos votos, contra 33,9 por cento de Weslian Roriz (PSC), mulher do ex-governador Joaquim Roriz (PSC). Agnelo foi eleito apresentando propostas como criar o bilhete único no transporte coletivo, criar 400 equipes de Saúde da Família e uma Unidade de Pronto Atendimento em cada uma das 30 regiões administrativas do Distrito Federal, reduzir pela metade o número de cargos comissionados, nomear servidores concursados além de construir pelo menos 100 mil unidades habitacionais.[carece de fontes?]

## Ações como Governador do Distrito Federal

### Passe Livre Estudantil
Em 2011 o governador Agnelo Queiroz garantiu o passe livre para os estudantes do Distrito Federal. Cerca de 165 mil pessoas foram beneficiadas com o transporte gratuito. Por meio da Secretaria de Transportes do Distrito Federal e do DFTrans, o Governo do Distrito Federal firmou um acordo emergencial com a Fácil e repassou R$ 3 milhões para a realização das recargas dos cartões estudantis, que estão sendo feitas desde então, mensalmente.

### Estádio Nacional Mané Garrincha
Com a confirmação do Brasil como Sede da Copa do Mundo de 2014, o governador Agnelo Queiroz deu andamento acelerado ás obras de reforma do novo estádio logo no primeiro de seu mandato.
Em 18 de maio de 2013, com 5 meses de atraso em relação à previsão inicial e após 2 adiamentos, o governador inaugurou o novo estádio.
O custo da obra, integralmente paga com recursos públicos, foi superior a R$ 1,7 bilhão, tornando-o o segundo estádio mais caro do país.
As obras do estádio se destacaram pelo caráter sustentável com diversas iniciativas como o aproveitamento da água das chuvas, que será armazenada em cisternas e utilizada em vasos sanitários, mictórios, irrigação e lavagem em geral. A arena ecológica ainda vai ter estrutura para captar energia solar e ser autossustentável, com a geração de 2,5 megawatts, energia suficiente para abastecer mil residências por dia.
Devido a uma temporada de fortes chuvas entre março e abril, houve um prejuízo na execução das etapas que antecedem a colocação da grama, como por exemplo o serviço de terraplanagem, a drenagem do campo e a instalação de tubos coletores de água. Com isso, a delegação responsável junto com o governador Agnelo Queiroz, decidiram adiar a inauguração para o dia 18 de maio com o objetivo de manter a qualidade da obra.
No dia 13 de maio, a comitiva formada pelos ex-jogadores Ronaldo e Bebeto, membros do Comitê Organizador Local (COL), o ministro do Esporte, Aldo Rebeldo, e o secretário-geral da Fifa, Jerome Valcke, realizaram a última vistoria no estádio antes de sua inauguração. O secretário-geral da Fifa elogiou a obra e a destacou como uma das melhores do mundo. Já o "Fenômeno" valorizou as ações promovidas pelo governador do Distrito Federal, Agnelo Queiroz,e também elencou as qualidades do Mané Garrincha, além lamentar não ter tido a oportunidade de jogar na arena e também elogiou a construção.
Para a inauguração, o público é composto pelos trabalhadores do estádio e seus familiares. a presidenta Dilma Rousseff também foi convidada para a cerimônia.

### Mané Garrincha
O governador Agnelo Queiroz se reuniu com a diretoria do clube a fim de fazer com que Brasília seja a segunda casa do time. A capital tem o segundo maior número de sócio-torcedores do clube no país, e pensando em aproximar o time dos torcedores candangos, as negociações conseguiram fechar 8 jogos no estádio. A renda arrecadada com os primeiros jogos do time na capital superaram os números de todo o campeonato estadual, o que animou a diretoria do clube a se firmar em Brasília.

### Reforma no transporte público
Em 2012 o governador Agnelo Queiroz abriu licitação para renovar 100% da frota de coletivos no Distrito Federal para uma reformulação completa no sistema de transporte público, com a abertura das propostas feita em 10 de abril. Esta foi a primeira grande ação do governo do Distrito Federal para o setor em mais de 35 anos.
O novo plano de transportes dividiu o Distrito Federal em 5 grandes bacias, com cada uma sendo atendida por uma empresa licitada. A aprovação das empresas e o início do funcionamento do Novo Sistema de Transporte Coletivo foi marcado para o início do segundo semestre de 2013.
No fim de julho de 2013, a Cidade Estrutural foi a primeira contemplada com a nova frota mais moderna e equipada de ônibus. A cidade faz parte da área 5 que ficou sob o atendimento da empresa São José. No começo, 39 novos veículos começaram a circular e 11 ficaram na reserva.
Já em Julho mais 66 ônibus foram disponibilizados para a área 5, ligando as regiões de Ceilândia, Recanto das Emas, Riacho Fundo II, Taguatinga e Vicente Pires. Ao todo, mais 25 linhas foram cobertas pela nova frota.
Ainda no mesmo mês, Itapoã e Paranoá receberam 30 novos veículos que circularão entre as duas cidades com destino ao centro de Brasília. Ao todo serão  503 viagens por dia. Os ônibus amarelos são da viação Pioneira, responsável pela Área 5, e possuem rampas e elevadores, que facilitarão o acesso a cadeirantes ou pessoas que tenham dificuldades de locomoção.
Apesar disso, há muita insatisfação dos usuários em relação ao transporte, visto que a mudança tem sido lenta e as novas empresas continuam nos mesmo itinerários e prestando serviço de baixa qualidade. Por conta disso, tem surgido movimentos sociais que buscam mudanças mais profundas no sistema, como a página no Facebook "Cadê os ônibus?", a qual reivindica melhorias no transporte do P.Sul, Ceilândia, DF.

### Intervenção no Grupo Amaral
Em fevereiro de 2013, o Governo do Distrito Federal assumiram o controle de todas a empresas do Grupo Amaral operantes no Distrito Federal. A ação foi inédita no Distrito Federal. O objetivo foi manter o número mínimo de ônibus em circulação, além de melhorar a qualidade dos veículos. Com a obrigação de manter pelo menos 350 ônibus em operação, as permissionárias têm se valido de menos de 200, muitos em condições precárias. Com o descumprimento deste e de outros acordos fechados com o grupo, além da rotina de atrasos, superlotação e uso de veículos com idade avançada provocando desconforto, riscos e prejuízos diários, o Governo do Distrito Federal arquitetou a operação de intervenção encabeçada por Agnelo e seu vice, Tadeu Fillipeli.
Para atender a necessidades diárias e manter o sistema em operação, o Governo do Distrito Federal abriu uma linha de crédito para custear despesas emergenciais, com um limite de R$ 15 milhões.

### Acelera DF
Em 2013 o então governador lançou o programa Acelera DF, um pacote de obras e melhorias priorizando obras de infraestrutura como ciclovias, praças, creches e esgotamento sanitário, além de restauração de rodovias, coberturas de quadras poliesportivas e ampliação de penitenciárias. No total são 184 obras em todo o Distrito Federal no valor de R$ 1,9 bilhão investidos.

### Estacionamento Subterrâneo
Com o grande volume de veículos circulando pelo centro de Brasília, a cidade passou a ter um déficit de mais de 7 mil vagas de estacionamento na Esplanada do Ministérios. A fim de solucionar o problema, Agnelo Queiroz apresentou o projeto de estacionamento subterrâneo no gramado da Esplanada. O complexo desenvolvido por meio de parceria público privada, terá quatro andares com mais de 9 mil vagas, área de alimentação e bancos.
A construção subterrânea se dá pelo fato da região central de Brasília, onde fica o prédio do Congresso, ser tombada como patrimônio histórico e cultural do País e, portanto, não pode ser modificada.

### Ação voltada para os Deficientes
As políticas públicas destinadas a ampliar o acesso à educação, a atenção à saúde, a inclusão social e à acessibilidade foram reforçadas pelo Governador Agnelo Queiroz com a adesão ao Plano Nacional dos Direitos da Pessoa com Deficiência Física. Lançado pela presidenta Dilma Rousseff em novembro de 2011, o Viver sem Limite é um conjunto de ações, coordenadas pela Secretaria de Direitos Humanos, em parceria com 15 ministérios e o Conselho Nacional dos Direitos da Pessoa com Deficiência. O orçamento do programa é R$ 7,6 bilhões de reais até 2014.

### Ampliação do atendimento nos postos de saúde
No fim de julho de 2013, dez centros de saúde do Distrito Federal deram início ao atendimento noturno, das 18h às 22h, de segunda a sexta-feira, para casos menos graves, como dor de cabeça, vômito, diarreia, dor abdominal, febre, dor nas costas e escoriações em decorrência de quedas.
O serviço passou a ser oferecido nos Centros de Saúde nº6 e 8 de Ceilândia, nº4 do Guará, nº1 da Candangolândia, nº2 de Santa Maria, nº 2 do Núcleo Bandeirante, nº3 do Riacho Fundo, nº3 de Sobradinho II, nº2 do Recanto das Emas e nº 16 do Varjão.

### Educação, esporte e cultura
Segunda escola mais antiga do Distrito Federal, o Centro Educacional 1 do Cruzeiro recebeu, na gestão de Agnelo, sua primeira reforma em mais de 50 anos de existência. O Governo do Distrito Federal destinou R$ 4,114 milhões para uma reforma geral das instalações da instituição, além da construção de laboratórios de informática, física e química e uma sala multimídia. Cerca de 700 alunos foram beneficiados e puderam voltar a estudar no colégio.
Em julho de 2013, o governador Agnelo Queiroz assinou o documento que permitiu o início das obras de 14 creches públicas em sete regiões administrativas do Distrito Federal. As creches irão se chamar Centros de Educação da Primeira Infância (Cepi). O primeiro Cepi a ser entregue a população é o de Sobradinho II, em uma área de 1.118 m², com anfiteatro com arquibancada, pátio coberto, playground (parquinho), blocos pedagógicos divididos por idade (4 meses a 3 anos e 4 anos a 6 anos), espaço multiuso com sala de leitura e laboratório de informática. Ao todo serão 112 novas creches no Distrito Federal.
No dia 2 de Agosto de 2013, em reunião em Buenos Aires, o governador Agnelo Queiroz assinou junto com ministro da Educação da Argentina, Alberto Sileonio, o protocolo de intensões que visa permitir a estudantes do Distrito Federal viajar para o país vizinho com bolsas de estudo. Por ele, estudantes da rede pública ganharão bolsas de estudo no exterior para estudar temas ligados à inovação tecnológica e à ciência e aprofundar conhecimentos em línguas estrangeiras.
Em 2013, o governador Agnelo sancionou a Lei de Incentivo à Cultura, que prevê abatimento de impostos às empresas que financiarem a realização de eventos artísticos no Distrito Federal. De acordo com a lei, a empresa que investir em eventos culturais poderá ter descontos no Imposto sobre Circulação de Mercadorias e Serviços (ICMS) e Imposto sobre Serviços (ISS). Com isso, o Governo do Distrito Federal espera R$ 50 milhões extras para a cultura no Distrito Federal.
Em 2001, ainda como deputado, Agnelo Queiroz, em parceria com o senador Pedro Piva, criaram o Projeto de Lei que posteriormente foi sancionado como número 10.264, mas ficou conhecida pelo nomes dos criadores.
A Lei destina ao Comitê Olímpico Brasileiro (COB) e ao Comitê Paraolímpico Brasileiro (CPB) 2 por cento do prêmio das loterias federais do país. Desse montante, 85 por cento são destinados ao COB e 15 por cento ao CPB. Dos 85 por cento que recebe, o COB deve aplicar 10 por cento no esporte estudantil e 5% no esporte universitário.
Em 2013, 89 milhões de reais em recursos da Lei Agnelo/Piva foram destinados a 29 Confederações Olímpicas Brasileiras. Os critérios utilizados para a definição dos valores foram a quantidade de medalhas olímpicas em disputa em cada modalidade e as perspectivas de resultados para os Jogos Olímpicos Rio 2016; a análise da gestão das entidades em 2012, o processo de classificação para os Jogos Olímpicos de Inverno Sochi 2014 e os resultados de cada Confederação neste ano em campeonatos mundiais e copas do mundo, além do número de atletas que estejam entre os top 10 do mundo e acordos de patrocínios.

## Controvérsias

### Corrupção no Ministério dos Esportes
Segundo reportagem publicada no jornal O Globo, Agnelo Queiroz usou a estrutura do Ministério do Esporte para organizar a própria festa de aniversário de 45 anos. O gabinete despachou os convites e os funcionários da assessoria parlamentar do Ministério distribuíram para deputados na Câmara.
Em 2008 foi acusado de ter recebido 150 mil reais de uma ONG ligada ao Ministério do Esporte acusada de desviar 3,4 milhões de reais na gestão do então Ministro.
Em 2011, Investigado pela Policia Federal no caso ANVISA, juntamente com Daniel Almeida Tavares e Marília Coelho Cunha.
Em dezembro do mesmo ano o deputado federal Fernando Francischini (PSDB-PR) fez uma denúncia acusando o governador Agnelo Queiroz de se beneficiar de um casal de empresários do ramo da saúde quando era diretor da Anvisa (Agência Nacional de Vigilância Sanitária). Em troca, os donos da companhia teriam vendido uma casa para o governador abaixo do valor de mercado e passado a familiares do petista quatro franquias na capital federal.
Em 2006 foi acusado de invadir área pública em sua casa no Lago Sul para construção de uma quadra de tênis, um campo de futebol e um pequeno lago. Também foi acusado de ter aumento do patrimônio acima da média, teria gasto valores não condizentes com a sua renda na compra e reforma da referida casa. A escritura da casa, do ano de 2007, refere a um valor total do imóvel de R$ 400 mil; porém, Agnelo informou à Justiça Eleitoral, em 2006, que dispunha de apenas R$ 45 mil em contas em quatro bancos e um apartamento no valor de R$ 78 mil.
Em 2010 foi acusado pela Polícia Civil do Distrito Federal na operação batizada de Operação Shaolim, segundo a PCDF Agnelo recebeu R$ 256 mil desviados de programa do Ministério do Esporte através de duas associações de kung fu do Distrito Federal, uma delas de propriedade de João Dias, policia militar e ex-companheiro de Agnelo no PCdoB do Distrito Federal à época. O inquérito Foi encaminhado ao Ministério Público Federal.

### Mensalão no DF
Em janeiro de 2010, Agnelo Queiroz confirmou ter visto as gravações em vídeo de Durval Barbosa que mostram integrantes do Governo do Distrito Federal, incluindo o então governador José Roberto Arruda, recebendo dinheiro do esquema de corrupção no Distrito Federal. De acordo com o próprio Agnelo Queiroz, ele esteve com Durval Barbosa em junho de 2009, mas resolveu não compartilhar essa informação com a Polícia Federal ou com seu partido (PT), uma vez que o próprio Durval já se comprometera a fazê-lo e também por não possuir as provas em seu poder. As investigações da Polícia Federal começaram em setembro de 2009.

### Carlinhos Cachoeira
A imprensa noticiou suspeitas da Polícia Federal sobre a relação de Agnelo Queiroz com o bicheiro Carlinhos Cachoeira após gravações da Operação Monte Carlo em que ele seria citado por membros da quadrilha de Cachoeira como envolvido. Seu chefe de gabinete, Cláudio Monteiro, pediu exoneração após ter seu nome citado nas escutas.
Matéria publicada pelo jornal O Estado de S. Paulo mostra que houve pedido de Agnelo, assim que eleito, para que convênios do sistema de Limpeza Pública do Distrito Federal e que beneficiam a empreiteira Delta, ligada ao esquema, fossem prorrogados. Apesar de Agnelo inicialmente ter dito que nunca havia se encontrado com Cachoeira, através de um assessor, Agnelo admitiu ter conversado com Cachoeira em um evento quando era diretor da ANVISA (entre 2007 e 2010), durante o governo Lula.

## Resultado das investigações policiais

### Ministério dos Esportes
Após dois anos tramitando, um dos inquéritos que apurava supostas irregularidades no programa "Segundo Tempo", do Ministério dos Esportes foi arquivado. O próprio Ministério Público Federal, depois de trocar a procuradora responsável pelo caso, reconheceu que não havia razão para a continuidade das investigações.
A procuradora Melissa Garcia Blagitz Abreu e Silva, ao analisar o inquérito, disse que a empresa Vivo Sabor forneceu lanches de qualidade e que continham em sua composição ingredientes mais caros dos que os indicados pelo Ministério dos Esportes, o que esvaziava as acusações. A procuradora afirmou ainda que não existe qualquer prova de conluio ou crime nos elementos analisados.
Em abril de 2012 a juíza Mônica Aparecida Bonavina Camargo acolheu o parecer do MPF e determinou o arquivamento do feito.

### Absolvição das acusações de superfaturamento
De acordo com a decisão do desembargador José Antônio Lisbôa Neiva, do Tribunal Regional Federal da 2ª Região, Agnelo não pode ser responsabilizado pelo suposto superfaturamento porque "não foi signatário do Instrumento Particular de Concessão de Direito Real de Uso firmado assinado em 5 de novembro de 2004 ou do contrato de compra a venda mútuos para a aquisição de terrenos".
A defesa de Agnelo conseguiu o desbloqueio dos bens em outubro do ano passado, por meio de liminar impetrada reconhecida por decisão da 21ª Vara Federal do Rio de Janeiro.

### Inocentamento das acusações de adversários
Uma sindicância da Agência Nacional de Vigilância Sanitária (Anvisa) concluiu que Agnelo Queiroz é inocente da acusação de ter recebido uma suposta propina quando era dirigente da autarquia para autorizar a comercialização de um medicamento.
A denúncia contra o governador partiu do ex-funcionário da indústria União Química Farmacêutica, Daniel Tavares, que afirmou que Agnelo teria recebido R$ 5 mil como parte do pagamento de propina para a liberação de um medicamento. Em um segundo momento, Tavares disse ter recebido recursos de adversários de Agnelo para incriminá-lo.
A Operação Saint Michel, da Polícia Federal, serviu de prova de que o governador Agnelo Queiroz não estava envolvido com o esquema do bicheiro Carlinhos Cachoeira. O porta-voz do governador, Ugo Braga, alegou que nenhum funcionário do governo foi pego nessa operação nem na Monte Carlo, que desmontou o esquema de Cachoeira.
O relatório da Polícia Federal descreve em detalhes a atuação da quadrilha para roubar os cofres do Governo do Distrito Federal: eles queriam dominar os serviços de bilhetagem eletrônica e da coleta de lixo, por meio da empresa Delta. A quadrilha tentou se infiltrar no Governo do Distrito Federal para garantir cargos e contratos, mas não conseguiu.

## Eleições 2014
No dia 5 de outubro de 2014 ficou em 3º colocado pela disputa do governo do Distrito Federal com 307.500 votos.